# Guilhermina Suggia
Guilhermina Augusta Xavier de Medin Suggia (ur. 27 czerwca 1885 w Porto, zm. 30 lipca 1950 tamże)  – portugalska wiolonczelistka. 

## Życiorys
Jej pierwszym nauczycielem był ojciec, wiolonczelista i pedagog w szkole muzycznej w Lizbonie. Była cudownym dzieckiem. W wieku 5 lat zaczęła grać na wiolonczeli rozmiaru 3/4, którą jej ojciec sprowadził z Paryża. W wieku 7 lat zadebiutowała publicznie w duecie ze swoją starszą o 3 lata siostrą pianistką. W następnych latach siostry często koncertowały i stały się znane w miejscowych sferach towarzyskich . W latach 1897–1901 Guilhermina regularnie występowała w Porto w Orpheon Portuense, założonym przez skrzypka i dyrygenta Bernardo Valentima Moreira de Sá, aby zgromadzić utalentowanych muzyków, takich jak Ferruccio Busoni, Alfred Cortot, Wanda Landowska, Artur Schnabel, George Enescu, Fritz Kreisler, Jacques Thibaud, Eugène Ysaÿe. 
W 1901 otrzymała królewskie stypendium, dzięki któremu przez 16 miesięcy studiowała w konserwatorium w Lipsku pod kierunkiem Juliusa Klengela. W 1903 dołączyła do lipskiej Orkiestry Gewandhaus i wystąpiła jako solistka w koncercie wiolonczelowym Roberta Volkmanna pod dyrekcją Arthura Nikischa . W następnych latach Suggia odbywała tournée po Europie i osiedliła się w Paryżu.  
W latach 1906–1913 jej partnerem w życiu zawodowym i prywatnym był Pau Casals . Po wybuchu I wojny światowej krótko pracowała dla Czerwonego Krzyża. W latach 1914–1924 mieszkała w Londynie, gdzie dużo koncertowała. Była ulubioną artystką króla Edwarda VII i polityka Austena Chamberlaina. W Londynie nagrała Koncert wiolonczelowy D-dur Haydna pod dyrekcją Johna Barbirolliego i Koncert wiolonczelowy a-moll Saint-Saënsa pod dyrekcją Lawrance’a Collingwooda .
Jej nowy partner Edward Hudson podarował jej wiolonczelę Stradivariego z 1717, zwaną dziś „Bonamy Dobrée, Suggia’ Stradivari”, której używała do koncertów solowych i wykonań z towarzyszeniem fortepianu.
W 1923 Augustus John namalował znany obraz Madame Suggia. Podczas pozowania artystka przez cały czas grała (nie tylko markowała grę), co sprawiło, że malarzowi udało się uchwycić jej emocjonalny stosunek do ulubionej wiolonczeli Montagnana, z którą pozowała . Współcześnie obraz znajduje się w muzeum Tate Britain w Londynie.
W 1925 powróciła do Portugalii, wyszła za mąż i zamieszkała w Porto. Koncertowała w Portugalii i w Wielkiej Brytanii, którą uważała za swój drugi dom. Ostatni koncert dała w Aveiro, niedaleko Porto, 31 maja 1950. Zmarła dwa miesiące później. 
Zgodnie z jej wolą trzy najcenniejsze wiolonczele zostały przekazane uczelniom muzycznym. Stradivariusa z 1717 otrzymała Królewska Akademia Muzyczna w Londynie. Dochód z jego sprzedaży został wykorzystany na ufundowanie rocznego stypendium dla najlepszego wiolonczelisty. Najbardziej znanymi stypendystami byli Jacqueline du Pré, Steven Isserlis i Julian Lloyd Webber. Wiolonczela Montagnana z 1740 została podarowana Konserwatorium Muzycznemu w Porto. Instrument jest wypożyczany członkom Orquestra Sinfônica de Porto Alegre. Trzeci instrument, Lockey Hill z I poł. XIX wieku, Suggia zapisała Narodowemu Konserwatorium w Lizbonie, aby oddać hołd swojemu ojcu, który tam studiował.
Była Komandorem Orderu Świętego Jakuba od Miecza (Portugalia) i Wielkim Oficerem Orderu Chrystusa (Portugalia).